# Córcega (provincia)
Córcega fue una antigua provincia de Francia, que se corresponde a los departamentos de Alta Córcega y Córcega del Sur.

## Historia
En julio de 1768, tras el tratado de Versalles, Francia le compró a Génova sus derechos en la isla. Sin embargo, la resistencia corsa se organiza alrededor del general Pascal Paoli. Este último abandonó Córcega el 13 de junio de 1769, poniendo fin al conflicto armado.
En 1774 se levantaron Niolo, Talcini y Vallerustie. La firme represión del general Narbonne despidió a Niolo, y seiscientos corsarios fueron enviados a Tolón.
El 4 de marzo de 1790, en aplicación de la ley del 22 de diciembre de 1789, se creó el departamento de Córcega. Su chef-lieu se encontraba inicialmente en Pie-d'Orezza (en Castagniccia), antes de ser transferido a Bastia en el transcurso de los años 1790.

## Administración
- mayo 1768-julio 1769: Bernard-Louis Chauvelin comandante en jefe de las tropas del rey en Córcega.
- julio 1769-abril 1779: Noël Jourda de Vaux comandante en jefe, gobernador general a marchar del 1º de agosto de 1769 hasta el 10 de abril de 1779.
- 1779-1786: Charles Louis de Marbeuf, teniente general bajo el conde de Vale, fue gobernador hasta su muerte en 1786.
- 1786-1789: Louis François de Monteynard.